# 国府駅 (愛知県)

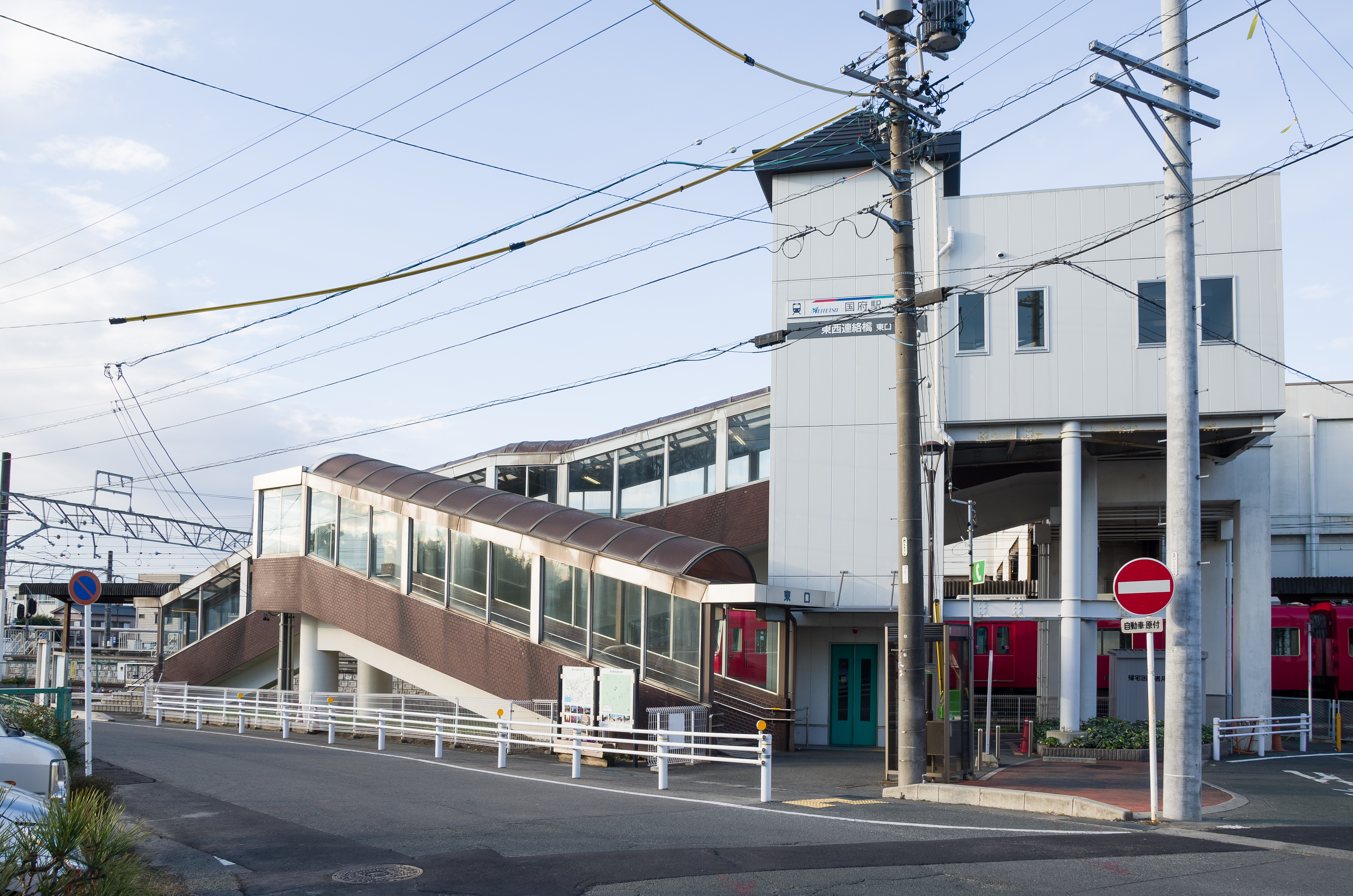
東口

国府駅（こうえき）は、愛知県豊川市久保町葉善寺（はぜんじ）35にある、名古屋鉄道の駅である。駅番号はNH04。
本項ではかつて駅に併設されていた国府検車区（こうけんしゃく）についても記述する。

## 概要
豊川市西部の主要駅であり、名古屋本線と豊川線との乗換駅でもある。快速特急以外が停車する特急停車駅。
豊川市の中心駅であるJR豊川駅・名鉄豊川稲荷駅より列車本数が多く利用者も豊川駅・豊川稲荷駅より多い。名古屋方面から到着する終電も豊橋駅より1時間ほど遅く、道路事情も良いため、遠方からパークアンドライドによる利用者も多い。駅に隣接する形で名鉄協商の駐車場が併設されているほか、駅周辺には有料駐車場が数多くある。
年始には豊川稲荷への初詣客で賑わう。その際、当駅では臨時でホームに係員を配置し、乗客を誘導するなどに努めている。更に、豊川線の路線管理（交換駅・信号場での信号操作や、本線との連絡など）もほとんどが当駅で担当しているため、通常2人で担当している運転室（路線管理や放送等を行う場所）も、豊川線専用の係員を設け、対応している。
当駅で購入は不可能だが（豊橋駅、金山駅、名鉄名古屋駅で発売）「なごや特割2平日」・「なごや特別2土休日」利用可。

## 歴史
- 1926年（大正15年）4月1日 - 愛知電気鉄道豊橋線として東岡崎から小坂井まで開業した際に設置。
- 1935年（昭和10年）8月1日 - 名岐鉄道と愛知電気鉄道の合併により、名古屋鉄道の駅となる。
- 1945年（昭和20年）2月18日 - 豊川市内線（現在の豊川線）が開業。
- 1965年（昭和40年）度 - 貨物営業廃止[3]。
- 1987年（昭和62年）12月23日 - 橋上駅舎化[4]。5・6番ホームを4両編成対応から6両編成対応に延伸。
- 2000年（平成12年）3月21日 - 毎時2本（新安城駅に停車する方）特急が特別停車するようになる。
- 2005年（平成17年）
  - 1月29日 - 種別改正で新安城駅と共に正式に特急停車駅となる。（これまで通過していた特急は快速特急に昇格）
  - 3月15日 - トランパス導入。
- 2008年（平成20年）3月 - ホーム連絡エレベータと多目的トイレ、自動放送の供用開始。
- 2009年（平成21年）3月 - 西・東口にそれぞれエレベータ新設、バリアフリー化工事完工。

## 駅構造
島式3面6線のホームを持つ地上駅で、橋上駅舎を有している。東側に留置線が2本あり、夜間停泊などに使用されている。名古屋本線の列車は待避可能な構造となっている。当駅は、長い直線区間（約8km。私鉄では地上の直線区間としては日本一の長さ）の途中に位置し、またポイントの直線側が速度制限なしのため、通過する快速特急の速度はほぼ120km/hであることが多い。豊川線用の5・6番線は6両長であるため、当駅で増結して8両になった場合は後2両がドアカットとなる。6番線は名古屋本線へは繋がっておらず、豊川線内折り返し列車のみが使用する。6番線の名古屋側は留置線として使われている。
自動券売機・改札機が設置されているが、自動精算機はない。自動券売機と出札窓口はそれぞれ1つずつしかなく、切符を買うために客が並んでいる姿もしばしば見受けられる。
発車案内表示機は改札を入ったすぐのところと各ホームにある。改札の近くの発車案内表示機はかつては「パタパタ式（ソラリー式）」が使用されていたが、2008年2月下旬にバリアフリー化工事と同時にLED式のものに取り替えられた。方面別に3台あり、先発列車と次発列車ののりば、種別、行き先、時刻、両数を表示する。ソラリー式だったときには備考の欄が設置されていなかったため、特別停車がある列車の場合、行き先欄に行き先の横に括弧書きでその旨が記されていた。また、豊川稲荷方面は先発列車の1段のみで、両数については発車番線と取り違えられることが多いため、シールで隠されていた。
ホームにある発車案内表示機は3段のLED式である（画像参照）。これも2008年2月下旬にバリアフリー化に伴って設置されたもので、方面別の先発列車ののりば、種別、時刻などを表示する。また、停車駅や列車の接近状況なども表示している。さらに、これは乗り換え案内とそのホームの発車案内を兼ねているため、同じ時刻でも各ホームごとに表示されている内容は、それぞれ異なっている。
西口には名鉄協商の駐車場がある。トイレは改札内と西口にある。
1600系の連結運転の試運転時に、国府駅の渡り線で幌の不具合が発生したため、豊川稲荷方面への特急運転時に幌は使用されていなかった。
2021年5月22日のダイヤ改正で、日中以降の豊川稲荷行きは5番線または6番線から発着するようになった。
| 番線 | 路線          | 方向 | 行先                         | 備考                                         |
| ---- | ------------- | ---- | ---------------------------- | -------------------------------------------- |
| 1    | NH 名古屋本線 | 下り | 東岡崎・金山・名鉄名古屋方面 | 主に普通                                     |
| 2    | NH 名古屋本線 | 下り | 東岡崎・金山・名鉄名古屋方面 | 主に優等列車                                 |
| 3    | NH 名古屋本線 | 上り | 豊橋方面                     | 主に優等列車                                 |
| 4    | NH 名古屋本線 | 上り | 豊橋方面                     | 主に普通、稀に東岡崎、名古屋方面の列車も発着 |
| 4    | TK 豊川線     | -    | 豊川稲荷ゆき                 | 朝の時間帯を中心に発着                       |
| 5    | NH 名古屋本線 | 下り | 東岡崎・金山・名鉄名古屋方面 | 殆どの豊川稲荷始発列車                       |
| 5    | TK 豊川線     | -    | 豊川稲荷ゆき                 | 名古屋方面からの直通の急行、準急             |
| 6    | TK 豊川線     | -    | 豊川稲荷ゆき                 | 豊川線内折り返し用                           |

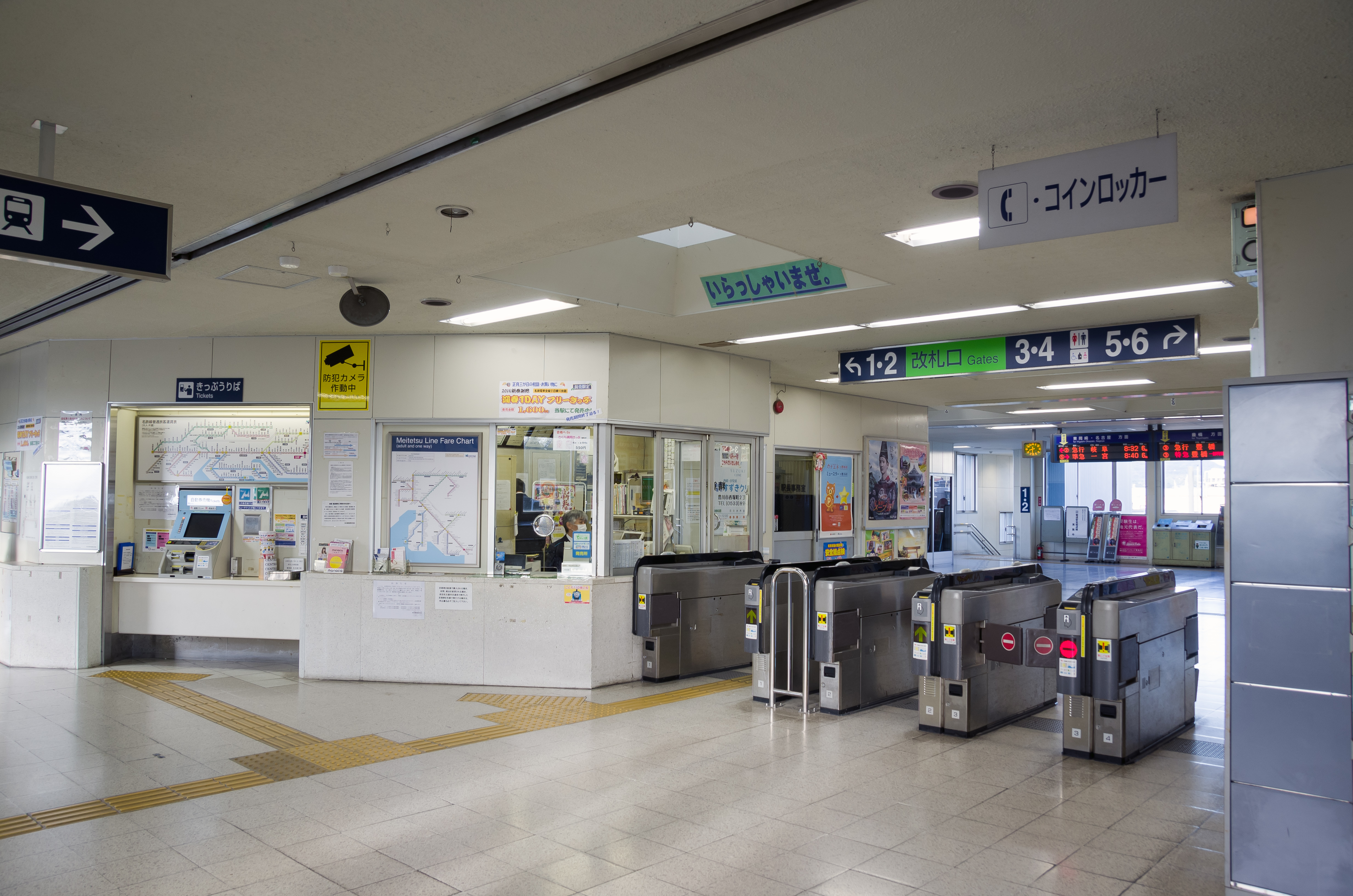
改札口
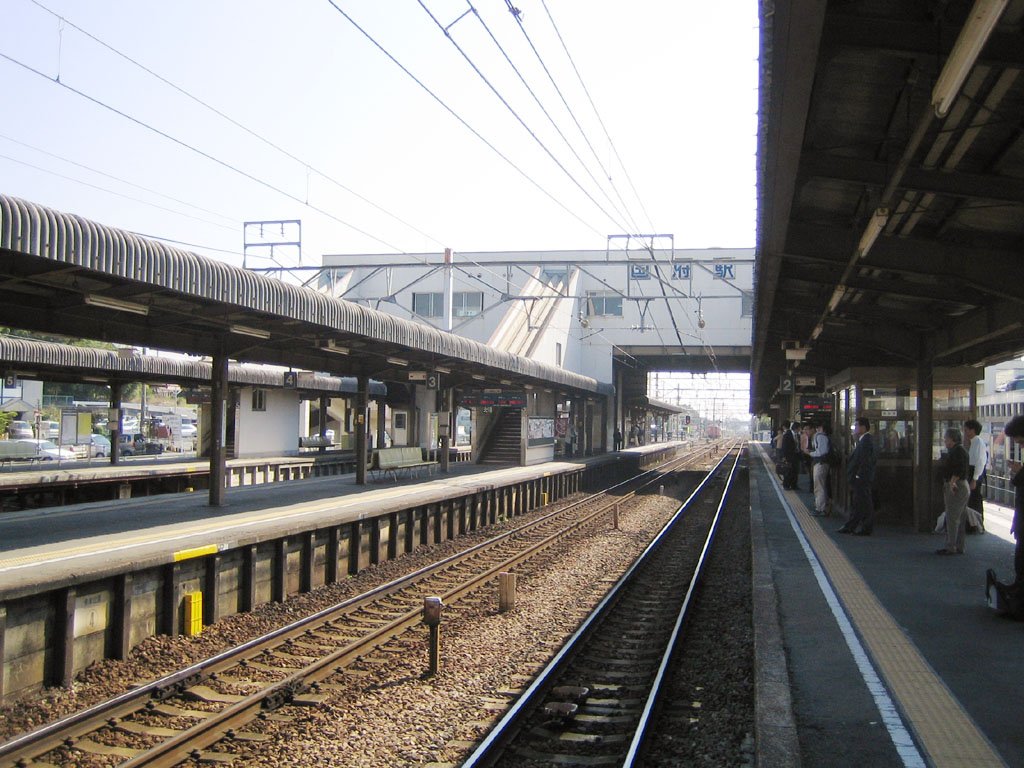
ホーム（2番線から豊橋方面を望む）
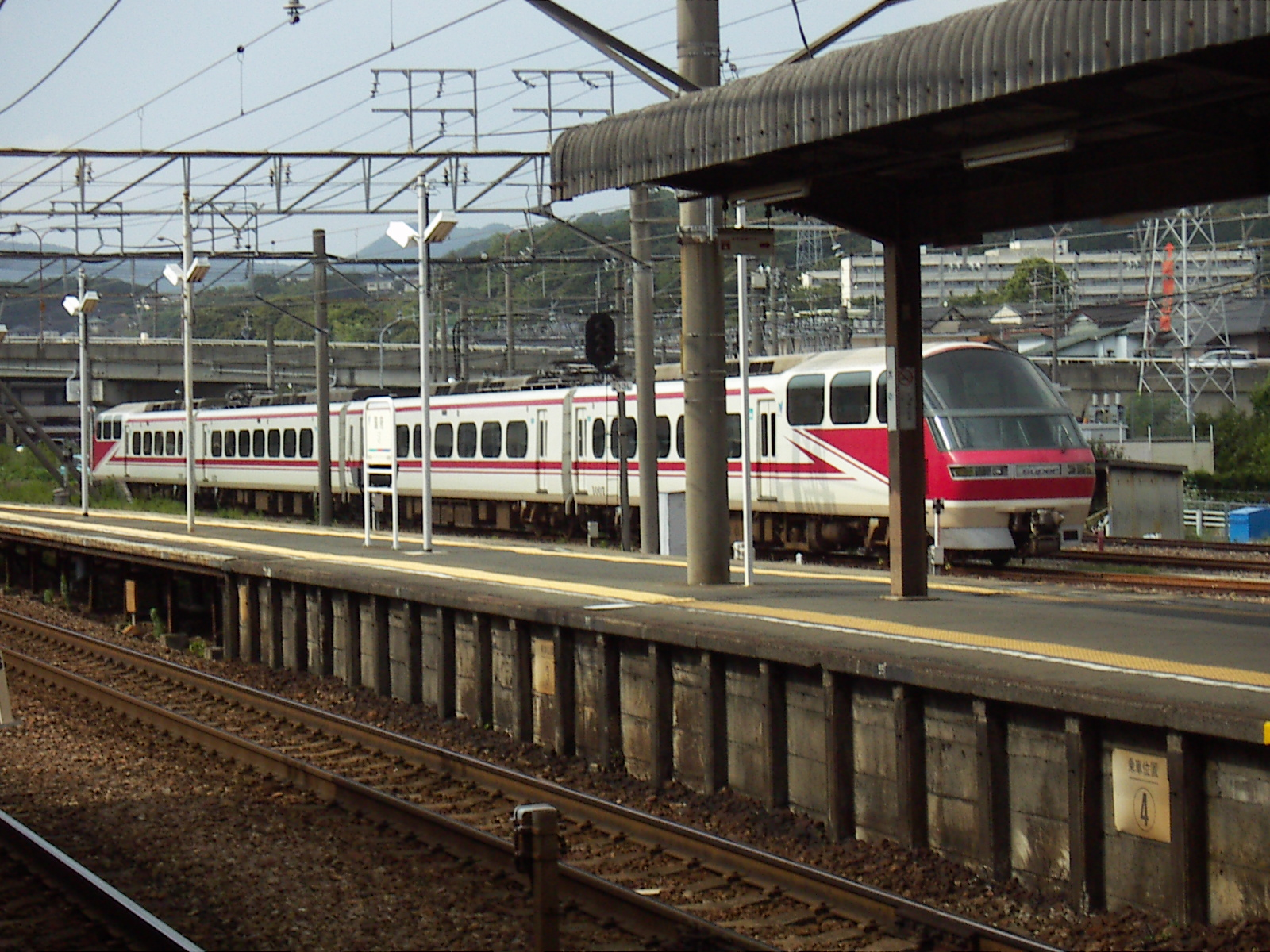
留置線（列車は1000系）
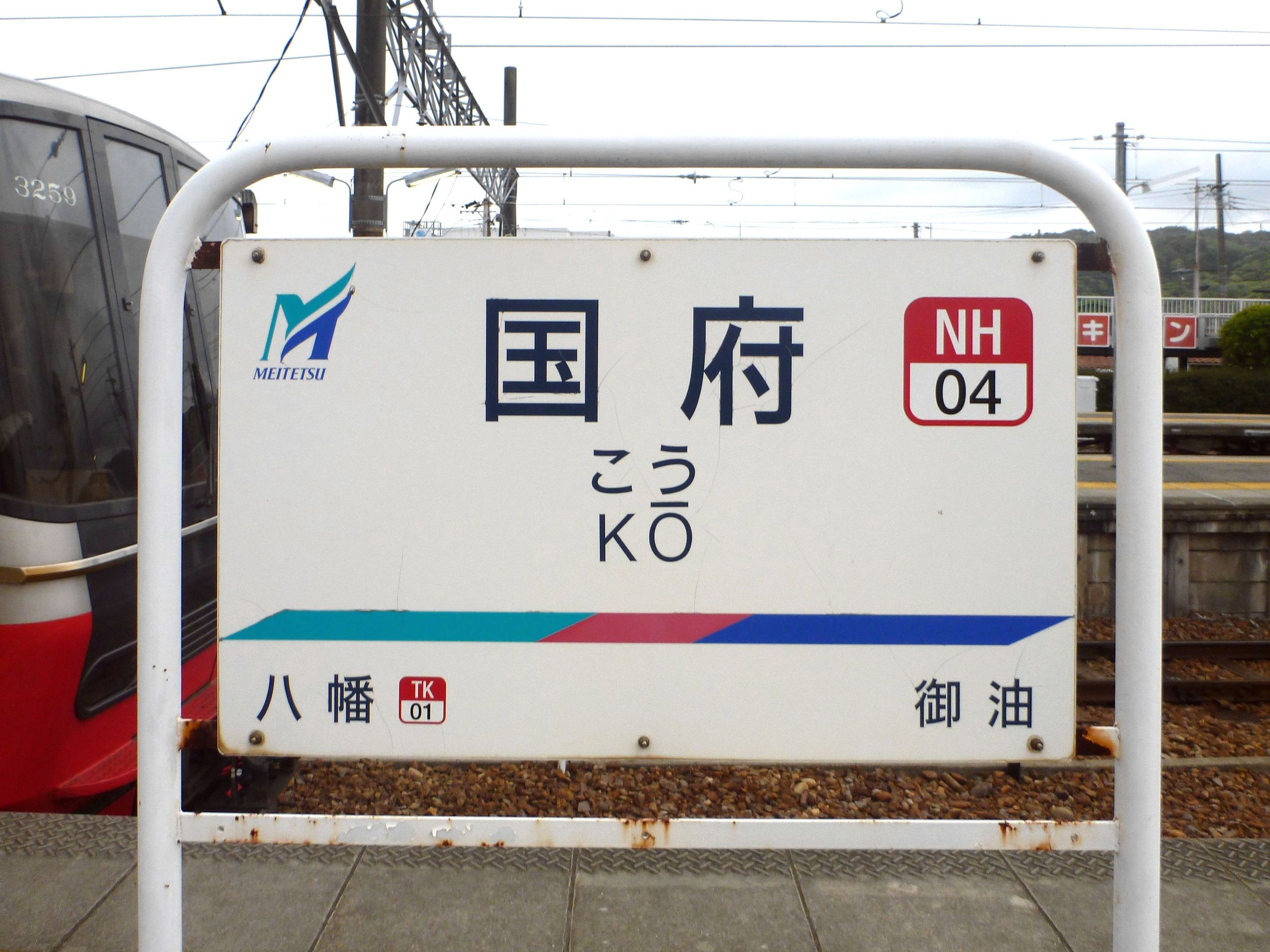
駅名標
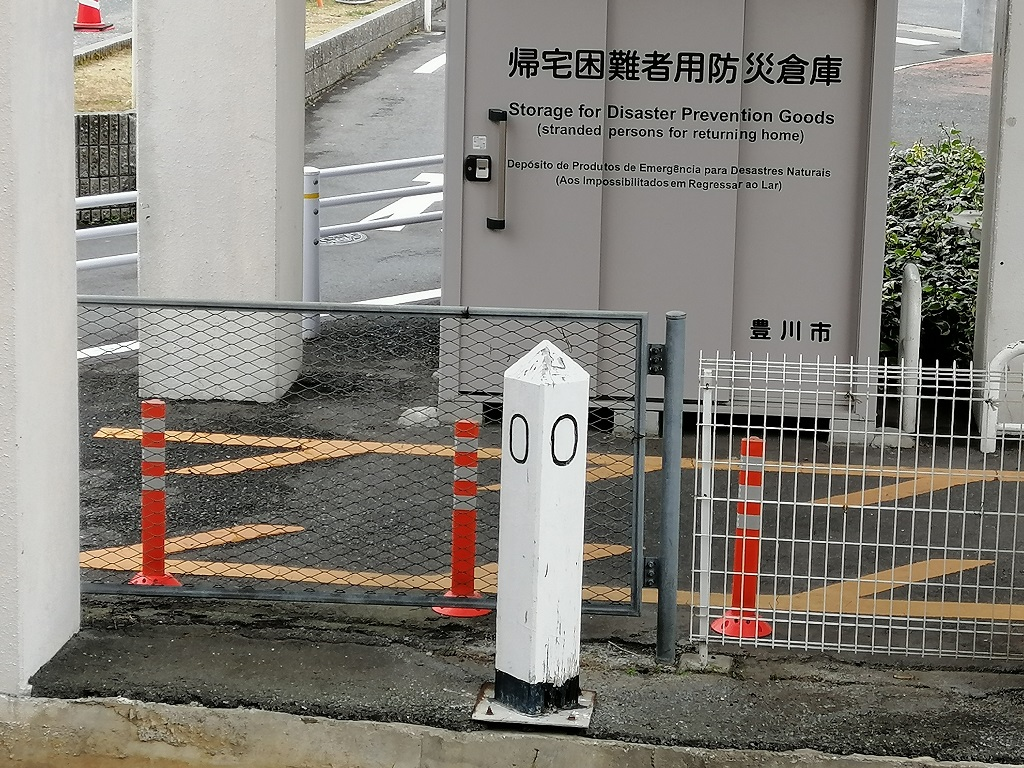
豊川線のゼロキロポスト

### バリアフリー化工事
2007年9月より、構内のバリアフリー化工事が始まった。3つのホームから改札内のコンコースにエレベーターを設けるほか、多機能トイレの設置、ホームの嵩上げ、ホームの拡幅（5・6番線の北側のみ、階段移設のため）、電光案内板の改善などが行われた。ホームの拡幅は約30cmであるが、そのためには奥の留置線も含めて線路の付け替えが必要なため、やや大掛かりな工事になった。なお、西口・東口から改札口までのバリアフリー化は、豊川市が2008年度から着手することとされた。
当駅のバリアフリー化は、乗降客の悲願で、長年住民らが市や名鉄と協議を行ってきた。
2008年3月、上記のバリアフリー施設は、西口・東口から改札口までのエレベーター以外全ての施設で供用が開始された。また、多目的トイレについては、従来のトイレをそのまま残し、多目的トイレのみを新設する形となった。ただし、この時点では1・2番線ホームの豊橋寄り（約3両分）だけは、嵩上げされていなかった。
2008年9月、西口・東口から改札口までのバリアフリー化工事も開始され、期間中は駅周辺道路で一部交通規制が行われた。それと同時に、前述の1・2番線ホームに残った未施工部分も嵩上げ工事が施され、2009年3月に完成した。エレベーター完備に伴い、地平の車椅子用通路と踏切が廃止された。

### 配線図
| ← 豊橋方面 | 名古屋鉄道 国府駅 構内配線略図 | → 東岡崎・ 名古屋方面 |
|            | ↓ 諏訪町・ 豊川稲荷方面        |                       |
| 凡例 出典: |                                |                       |

## 利用状況
- 『名鉄120年：近20年のあゆみ』によると2013年度当時の1日平均乗降人員は9,724人であり、この値は名鉄全駅（275駅）中42位、名古屋本線（60駅）中17位、豊川線（5駅）中1位であった[7]。
- 『名古屋鉄道百年史』によると1992年度当時の1日平均乗降人員は11,572人であり、この値は岐阜市内線均一運賃区間内各駅（岐阜市内線・田神線・美濃町線徹明町駅 - 琴塚駅間）を除く名鉄全駅（342駅）中36位、名古屋本線（61駅）中18位、豊川線（5駅）中1位であった[8]。

『愛知県統計書』、『愛知県統計年鑑』、『豊川市の統計』各号によると、一日平均乗車人員の推移は以下の通りである。
| 年                 | 乗車人員 | 乗車人員 | 備考                            |
| 年                 | 総数     | 定期     | 備考                            |
| ------------------ | -------- | -------- | ------------------------------- |
| 1930（昭和05）年度 | 483      |          | [ 9 ]                           |
| 1931（昭和06）年度 | 396      |          | [ 10 ]                          |
| 1932（昭和07）年度 | 365      |          | [ 11 ]                          |
| 1933（昭和08）年度 | 349      |          | [ 12 ]                          |
| 1934（昭和09）年度 | 364      |          | [ 13 ]                          |
| 1935（昭和10）年度 | 312      |          | [ 14 ]                          |
| 1936（昭和11）年度 | 272      |          | [ 15 ]                          |
| 1937（昭和12）年度 | 320      |          | [ 16 ]                          |
| 1938（昭和13）年度 | 318      |          | [ 17 ]                          |
| 1939（昭和14）年度 | 479      |          | [ 18 ]                          |
| 1940（昭和15）年度 | 644      |          | [ 19 ]                          |
| 1941（昭和16）年度 |          |          |                                 |
| 1942（昭和17）年度 |          |          |                                 |
| 1943（昭和18）年度 |          |          |                                 |
| 1944（昭和19）年度 |          |          |                                 |
| 1945（昭和20）年度 |          |          |                                 |
| 1946（昭和21）年度 |          |          |                                 |
| 1947（昭和22）年   | *2586    |          | 期間は1947年1月 - 12月末        |
| 1948（昭和23）年   | *2314    |          | 期間は1948年1月 - 12月末        |
| 1949（昭和24）年度 | *1904    |          | 期間は1949年5月 - 1950年4月末   |
| 1950（昭和25）年度 | *1441    |          | 期間は1949年11月 - 1950年10月末 |
| 1951（昭和26）年度 | *2199    |          | [ 24 ]                          |
| 1952（昭和27）年度 | 2132     |          | [ 25 ]                          |
| 1953（昭和28）年度 | 2322     |          | [ 26 ]                          |
| 1954（昭和29）年度 | 2866     |          | [ 27 ]                          |
| 1955（昭和30）年度 | 2198     |          | [ 28 ]                          |
| 1956（昭和31）年度 | 2328     |          | [ 29 ]                          |
| 1957（昭和32）年度 | 2534     |          | [ 30 ]                          |
| 1958（昭和33）年度 |          |          |                                 |
| 1959（昭和34）年度 |          |          |                                 |
| 1960（昭和35）年度 |          |          |                                 |
| 1961（昭和36）年度 |          |          |                                 |
| 1962（昭和37）年度 |          |          |                                 |
| 1963（昭和38）年度 |          |          |                                 |
| 1964（昭和39）年度 |          |          |                                 |
| 1965（昭和40）年度 |          |          |                                 |
| 1966（昭和41）年度 | 4690     | *3661    | [ 31 ]                          |
| 1967（昭和42）年度 | 4590     | *3597    | [ 31 ]                          |
| 1968（昭和43）年度 | 4440     | *3472    | [ 31 ]                          |
| 1969（昭和44）年度 | 4510     | *3528    | [ 31 ]                          |
| 1970（昭和45）年度 | 4400     | *3386    | [ 31 ]                          |
| 1971（昭和46）年度 |          |          |                                 |
| 1972（昭和47）年度 |          |          |                                 |
| 1973（昭和48）年度 |          |          |                                 |
| 1974（昭和49）年度 |          |          |                                 |
| 1975（昭和50）年度 |          |          |                                 |
| 1976（昭和51）年度 |          |          |                                 |
| 1977（昭和52）年度 |          |          |                                 |
| 1978（昭和53）年度 | 4779     | 3231     | [ 32 ]                          |
| 1979（昭和54）年度 | 4953     | 3316     | [ 33 ]                          |
| 1980（昭和55）年度 | 5060     | 3333     | [ 34 ]                          |
| 1981（昭和56）年度 | 5068     | 3369     | [ 35 ]                          |
| 1982（昭和57）年度 | 5132     | 3414     | [ 36 ]                          |
| 1983（昭和58）年度 | 4904     | 3313     | [ 37 ]                          |
| 1984（昭和59）年度 | 4862     | 3284     | [ 38 ]                          |
| 1985（昭和60）年度 | 4941     | 3247     | [ 39 ]                          |
| 1986（昭和61）年度 | 4932     | 3255     | [ 40 ]                          |
| 1987（昭和62）年度 | 4995     | 3316     | [ 41 ]                          |
| 1988（昭和63）年度 | 5432     | 3817     | [ 42 ]                          |
| 1989（平成元）年度 | 5704     | 3905     | [ 43 ]                          |
| 1990（平成02）年度 | 5790     | 4040     | [ 44 ]                          |
| 1991（平成03）年度 | 5810     | 3995     | [ 45 ]                          |
| 1992（平成04）年度 | 5785     | 4004     | [ 46 ]                          |
| 1993（平成05）年度 | 5745     | 3953     | [ 47 ]                          |
| 1994（平成06）年度 | 5758     | 3983     | [ 48 ]                          |
| 1995（平成07）年度 | 5536     | 3841     | [ 49 ]                          |
| 1996（平成08）年度 | 5433     | 3703     | [ 50 ]                          |
| 1997（平成09）年度 | 5175     | 3512     | [ 51 ]                          |
| 1998（平成10）年度 | 5102     | 3450     | [ 52 ]                          |
| 1999（平成11）年度 | 5044     | 3429     | [ 53 ]                          |
| 2000（平成12）年度 | 5070     | 3444     | [ 54 ]                          |
| 2001（平成13）年度 | 5023     | 3356     | [ 55 ]                          |
| 2002（平成14）年度 | 4933     | 3291     | [ 56 ]                          |
| 2003（平成15）年度 | 4870     | 3249     | [ 57 ]                          |
| 2004（平成16）年度 | 4840     | 3251     | [ 58 ]                          |
| 2005（平成17）年度 | 4907     | 3260     | [ 59 ]                          |
| 2006（平成18）年度 | 4785     | 3179     | [ 60 ]                          |
| 2007（平成19）年度 | 4799     | 3163     | [ 61 ]                          |
| 2008（平成20）年度 | 4849     | 3237     | [ 62 ]                          |
| 2009（平成21）年度 | 4686     | 3184     | [ 63 ]                          |
| 2010（平成22）年度 | 4716     | 3195     | [ 64 ]                          |
| 2011（平成23）年度 | 4756     | 3255     | [ 65 ]                          |
| 2012（平成24）年度 | 4756     | 3276     | [ 65 ]                          |
| 2013（平成25）年度 | 4891     | 3394     | [ 65 ]                          |
| 2014（平成26）年度 | 4814     | 3331     | [ 65 ]                          |
| 2015（平成27）年度 | 4902     | 3417     | [ 65 ]                          |
| 2016（平成28）年度 | 4968     |          | [ 66 ]                          |
| 2017（平成29）年度 | 5113     |          | [ 66 ]                          |

* 千人単位からの概算値
概要でも述べたとおり、JR豊川駅や名鉄豊川稲荷駅より利用客が多い。

## ダイヤ
特急停車駅だが、朝（平日は名古屋方面のみ3本。土休日は新鵜沼行きと豊橋行きがそれぞれ1本停車する）と深夜（豊橋行き1本のみ）は一部の快速特急も特別停車する（当駅に特別停車する快速特急は新安城駅には特別停車しない）。快速特急は豊川稲荷発のみ本宿駅と美合駅にも特別停車するほか、豊橋発のうち1本は伊奈駅にも特別停車する。また、東岡崎・名古屋方面からの当駅止まりの特急・急行・普通が数本あるほか、毎日早朝に当駅始発の急行豊橋行きが1本設定されている。東岡崎方面は日中を除いて、当駅から豊川線急行などが加わり列車の本数が増える。2005年1月まで運転された正月ダイヤの臨時特急は構内配線の都合上、当駅に営業停車していた。当時は当駅や新安城駅（豊川線臨時特急は通過）が特急標準停車駅ではなかったため、時刻表や発着標の備考欄に「国府停車」と表示されていた。さらに、諏訪町駅が特急停車駅になる前は、「国府・諏訪町停車」となっていた。それ以前の正月ダイヤ中は、豊橋発着の高速・急行が当駅発着となっていた。
なお、準急は平日朝の犬山発伊奈行き1本を除き、当駅または豊川線豊川稲荷駅が発着である。豊橋方面発の列車はない。藤川駅と男川駅が準急停車駅になる2008年12月より前は豊橋方面発の準急もあったが、現在は基本的に東岡崎以東は急行に種別変更する。2021年10月から2023年3月18日のダイヤ改正まで土休日の日中に急行が毎時2本、当駅で名古屋方面へ折り返していた。現在も豊川線直通列車のある朝夕ダイヤから、直通列車のない日中ダイヤに切り替わる際に当駅で名古屋方面に折り返す準急・急行が運行されている。
人身事故などにより列車が遅れる場合、豊橋駅に進入すると、折り返しの下り列車やJR飯田線の列車が遅延することから、特急列車などで当駅折り返しでダイヤ回復をさせることがある。その際、通常は通過する快速特急を臨時停車させ、利便性を向上させる処置がとられることも多々ある。
豊川線は日中普通のみ毎時2本、朝と夕方は各種別が合計毎時4本、深夜は毎時2本の運行である。2023年3月30日から5月28日まではイオンモール豊川の開業に合わせて日中(10〜13時台)も毎時4本に増発されていた（5月7日までは毎日増発されていたが、5月13日以降は土休日のみの増発に変更された）。

## 国府検車区

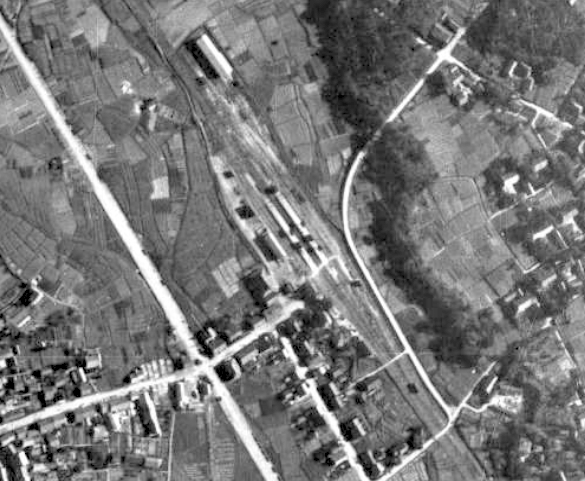
検車庫があった頃の国府駅
帰属：国土交通省「国土画像情報（カラー空中写真）」配布元：国土地理院地図・空中写真閲覧サービス

豊川線の1500V昇圧前（豊川市内線、600V線時代）、同線で使用する車両（二軸単車4、5両）の保守、留置を行う基地として国府駅構内に国府検車区があった。
1945年（昭和20年）の車庫開設当初はモ70形（初代）5両が在籍したが、1950年（昭和25年）の配置転換でモ70形は揖斐・谷汲線に転出し、一旦モ30形・モ85形が入線したものの、同年8月より揖斐・谷汲線からモ100形（2代）と入換となり、豊川市内線の昇圧まで同車が使用された。
豊川市内線は1953年（昭和28年）12月に1500Vに昇圧。名古屋本線との直通運行を開始し、600V線区の車庫としての役目を終えた国府検車区は1954年（昭和29年）5月に廃止された。跡地は無人変電所が建てられた。
| ← 市役所前 方面                                           | 国府駅（電圧600V区間） 構内配線略図 |  |
| 凡例 出典:作図：白井良和（「名古屋鉄道 豊川線のあゆみ」） |                                     |  |

## 駅周辺

### 西口
- デイリーヤマザキ 名鉄国府駅店
- MEGAドン・キホーテUNY 国府店
- ヤマナカ 御油店
- スギ薬局 御油店
- 国府商店街
- 可知病院
- 豊川市立国府小学校
- 豊川市立西部中学校
- 愛知県立国府高等学校
- 愛知県立御津あおば高等学校
- 弘法山グラウンド
- 国道1号
- 愛知県道5号国府馬場線（姫街道）
- 愛知県道375号前芝国府停車場線（国府駅通り）

### 東口
- 国府病院（総合科）
- 三河国分寺跡など
- 船山古墳
- 県立豊川特別支援学校
- 愛知県道5号国府馬場線（姫街道）

### バス路線
バス停は西口にある。
- 豊川市コミュニティバス
  - 豊川国府線
  - 音羽線
  - 御津線
  - 御油地区地域路線（ごゆりんバス）

- 名鉄バス
  - 国府財賀寺線 （3月の最終日曜日に財賀寺で行われる「智恵文殊まつり」に合わせて運行される）

## 隣の駅
名古屋鉄道
NH 名古屋本線
□快速特急
通過
□快速特急（特別停車）・■特急
豊橋駅（NH01） - （一部伊奈駅（NH02）） - 国府駅（NH04） - （一部本宿駅（NH08)・美合駅（NH11）） - 東岡崎駅（NH13）
■急行・■準急
伊奈駅（NH02） - 国府駅（NH04） - 本宿駅（NH08）
■普通
小田渕駅（NH03） - 国府駅（NH04） - 御油駅（NH05）
TK 豊川線
□快速特急・■特急・■急行・■準急・■普通
（東岡崎駅方面 - ） 国府駅（NH04） - 八幡駅（TK01）
かつては当駅 - 八幡駅間に白鳥駅（1953年廃止）、八幡口信号場（旧・八幡口駅、1996年廃止）が存在した。